# Aloe buhrii
Aloe buhrii es una especie del género Aloe de la familia Xanthorrhoeaceae. Es originaria de Sudáfrica.

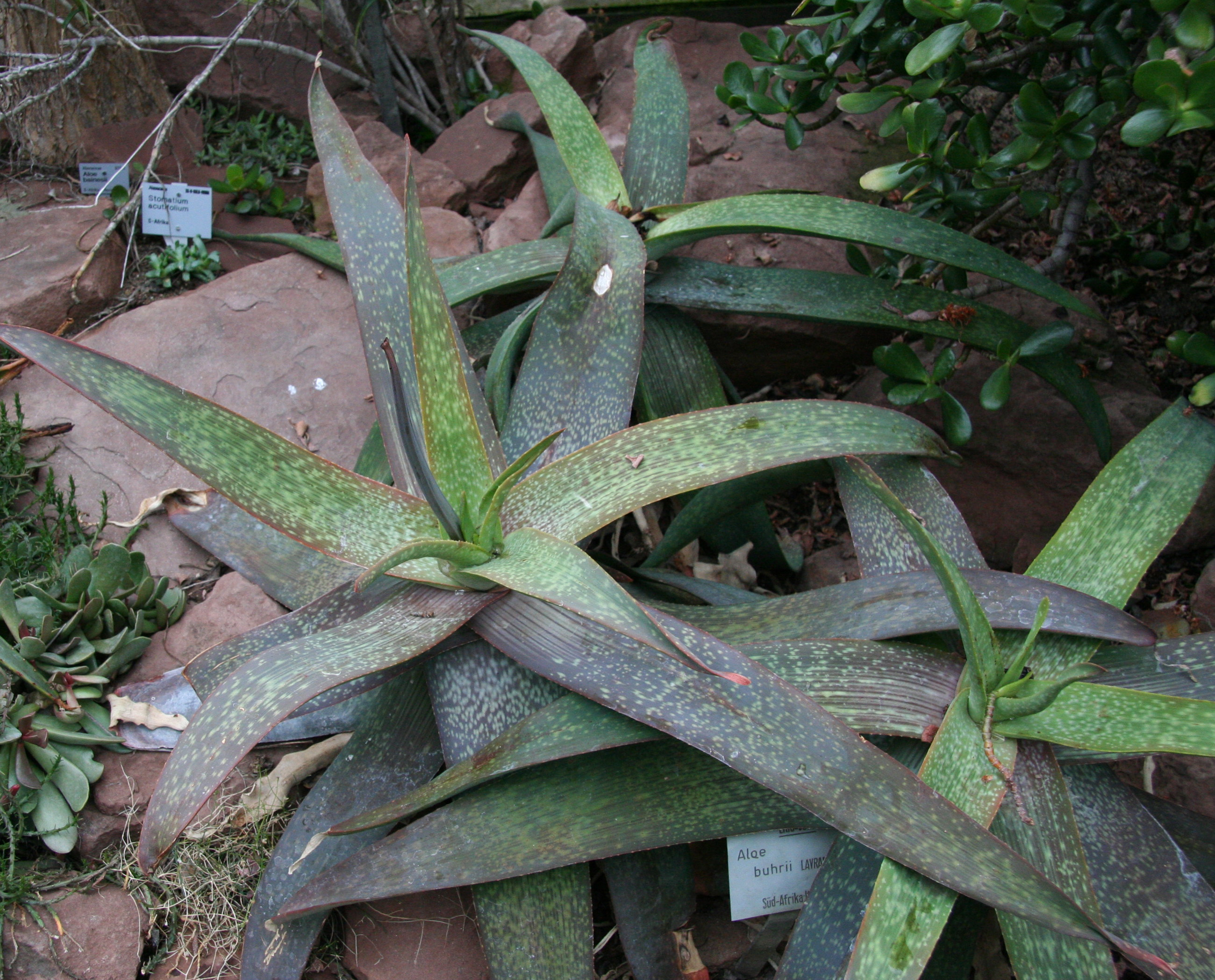
Detalle de la planta

## Características

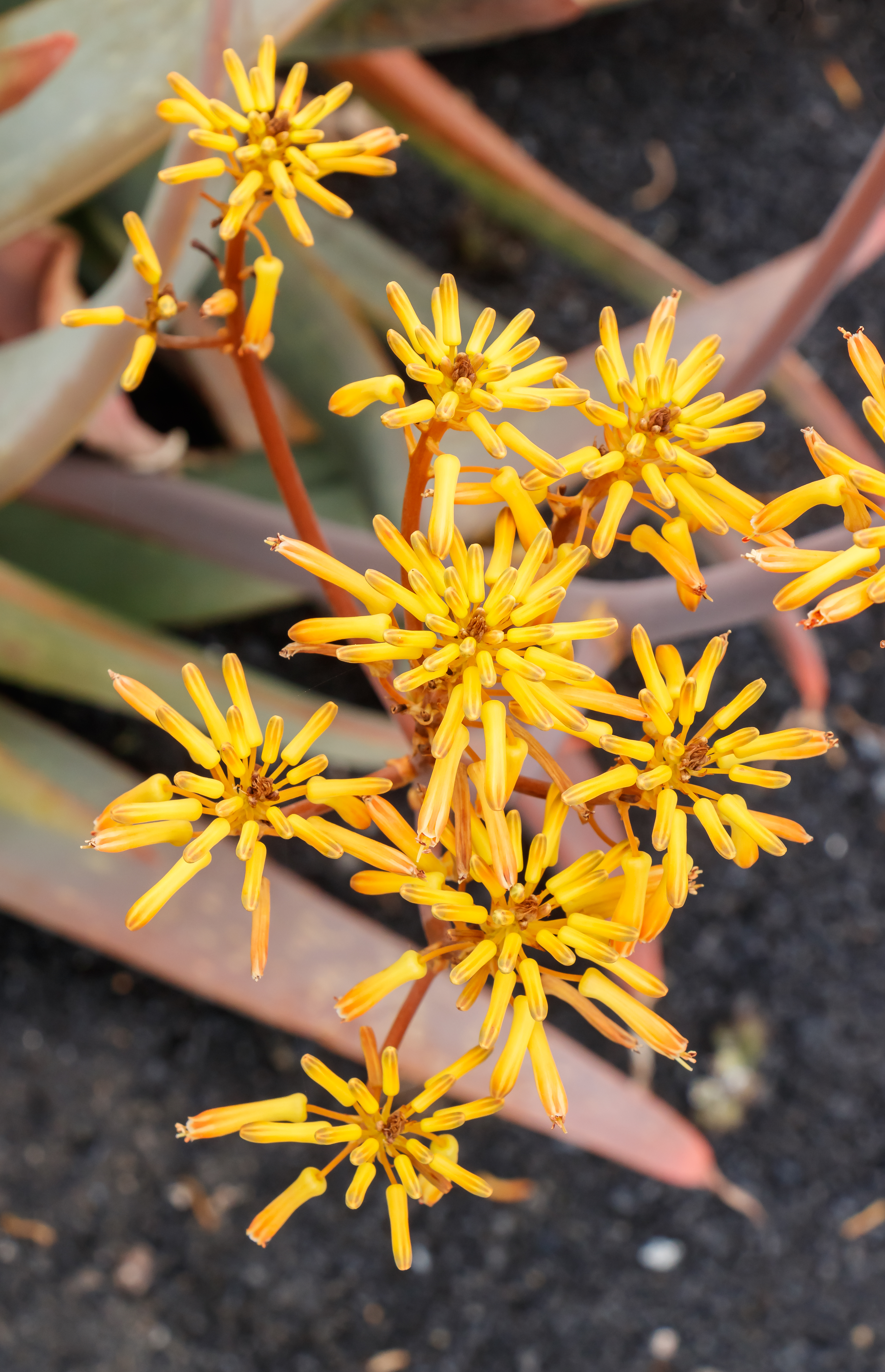

Es una planta con hojas suculentas con un tallo que alcanza un tamaño de ± 30 cm de alto excluyendo la inflorescencia, y que forma pequeños grupos. Tiene unas 16 hojas, arqueada-erectas de 200-400 x 40-90 mm, moteadas, los márgenes de córnea roja, pálida, minuciosamente denticulados. La inflorescencia es una panícula de hasta 60 cm de altura; en forma de racimos densos, brácteas deloide-agudas. Las flores de color naranja-rojo, de 16-25 mm de largo.

## Distribución y hábitat
Aloe buhrii es endémica de la Provincia Septentrional del Cabo y se produce cerca de la cima de las montañas en la zona durante el invierno cuando se producen las precipitaciones. Crece en los esquistos de Malmesbury, en una zona con inviernos suaves y veranos calurosos.
Las hojas de A. buhrii son más visibles que las de otras especies del género. Son más firmes, carnosas y estrechas que las de Aloe reynoldsii. Los racimos densos son similares a los de Aloe striata subsp. striata y la subsp. komaggasensis, pero difieren de los de Aloe striata subsp. karasbergensis y A. reynoldsii. El color de las flores es intermedia entre la de A. striata subsp. striata y el amarillo de A. striata reynoldsii subsp. komaggasensis.

## Taxonomía
Aloe buhrii fue descrita por John Jacob Lavranos y publicado en J. S. African Bot. 37: 37, en el año (1971).
Etimología
Ver: Aloe
buhrii: epíteto otorgado en honor del agricultor Elias A. Buhr, que descubrió la especie.
Sinonimia
- Aloe andongensis var. repens L.C.Leach (1974)
- Aloe andongensis var. andongensis (1878)[6][2]